# Adolph Rudolphi

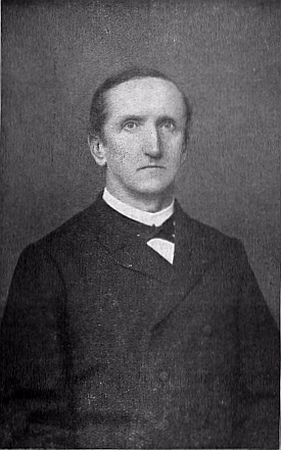
Adolph Rudolphi

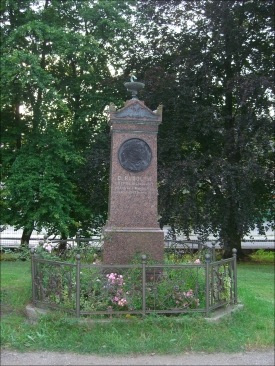
Rudolphi-Denkmal in Neustrelitz

Adolph Wilhelm August Rudolphi, auch Adolf Rudolphi (* 5. November 1828 in Mirow; † 28. Dezember 1899 in Neustrelitz) war ein deutscher Arzt. An ihn erinnert ein denkmalgeschützter Gedenkstein in Neustrelitz.

## Biografie
Adolph Rudolphi war ein Sohn des Mirower Arztes und Distrikt-Physicus (Andreas Gottlieb) Bernhard Rudolphi (1799–1864). Der Friedländer Pastor und Geschichtsforscher Johann Gottlieb Rudolphi (1760–1838) war sein Großvater.
Rudolphi studierte Humanmedizin an der Universität Berlin und wurde hier am 29. August 1851 zum Dr. med. promoviert. Im selben Jahr legte er die Staatsprüfung für praktische Ärzte ab und begann seinen Militärdienst im Kaiser Franz Garde-Grenadier-Regiment Nr. 2. Gleichzeitig war er Assistenzarzt an der Provinzial-Irrenanstalt Halle-Nietleben. 1852 kam er nach Neustrelitz und war zunächst Assistenzarzt für das II.(Strelitzer) Bataillon im Großherzoglich Mecklenburgisches Grenadier-Regiment Nr. 89. 1855 wurde er zum Chefarzt des von Herzogin Caroline neu gegründeten Krankenhauses Carolinenstift in Neustrelitz berufen und blieb in dieser Stellung bis an sein Lebensende.
1860 berief ihn Großherzog Friedrich Wilhelm zum Wirklichen Mitglied des Großherzoglichen Medizinal-Kollegiums, der Gesundheitsbehörde von Mecklenburg-Strelitz.
Er war Erbe einiger Spitzenstücke aus der bedeutenden Altertümer-Sammlung seines Großvaters, darunter eine bei Mirow gefundene Achat-Gemme und ein bei Lübbersdorf gefundener römischer Tripus, die 1880 zur Tagung der Deutschen Anthropologische Gesellschaft in Berlin ausgestellt wurden. Der Großteil war 1842 in die Großherzogliche Altertümersammlung (Georgium) in Neustrelitz gekommen.
Rudolphi war seit 14. Oktober 1869 verheiratet mit Marianne Theodora Friederike von Wick (1839–1906), Tochter des Bützower Kriminalrats Friedrich von Wick. Er fand auf dem neuen Friedhof Neustrelitz seine letzte Ruhe.

## Auszeichnungen und Ehrungen
- 1860 Titel Medizinalrat
- 1880 Titel Obermedizinalrat
- 1873  Königlicher Kronen-Orden (Preußen) 4. Klasse mit dem Roten Kreuz am Erinnerungsband[9]
- 1897  Hausorden der Wendischen Krone, Ritter

Nach seinem Tod wurde 1900 vor dem Carolinenstift ein von Martin Wolff gestalteter Gedenkstein mit einem Reliefbild Rudolphis enthüllt.

## Schriften
- De haemostatice. Diss. Berlin 1851